# Горящие горы
Горящие горы — природное явление на территории Шимановского района Амурской области в России, по левому берегу реки Амур. Особенность явления — постоянное подземное горение угля на высоком берегу реки, сопровождающееся сильным задымлением и периодическими всплесками огня, вырывающегося из под земли, создающее впечатление, что гора буквально горит (особенно хорошо огонь виден ночью). Явление горящих гор тянется на протяжении нескольких километров.
Горящие горы расположены в 35 километрах от села Аносово, на границе с Китаем, в 12 километрах ниже устья реки Онон (Координаты: 52°17’13" сев.ш. и 126°25’38" вост. д.). В крутой излучине река Амур размывает берег и образует высокий обрыв высотой от 80 до 120 метров. Постепенно вымывая рыхлую почву, вода обнажает бурый уголь (образующийся из торфа), залегающего на глубине 10—15 метров. Именно уголь воспламеняется при соприкосновении с воздухом. Вероятно, процесс возгорания поддерживает поступление газа из недр земли. Воды реки вымывают почву и обнажают всё новые слои горючих веществ.
Первым горящие горы в Приамурье описал в XIX веке русский натуралист Николай Михайлович Пржевальский.
По имеющимся данным, явление известно более 300 лет и за этот период явное горение прекращалось только в 2009 году из-за сильных ливней.